# Ricard Pérez Casado
Ricard Pérez Casado (Valencia, 27 de octubre de 1945) alcalde de Valencia en 1979-1989 y exadministrador de la Unión Europea para la ciudad de Mostar. Diputado de las Cortes Generales de la VII Legislatura.

## Biografía
Es doctor en Historia por la Universitat de València (desde el año 2000) y licenciado en Ciencias Políticas por la Universidad Complutense de Madrid. También cursó estudios en Ciencias Humanas en la Université de Provence en 1967, y es experto en Defensa, acreditado por la Universidad Rey Juan Carlos en 2005.
Político español, en 1964-1968 fue uno de los fundadores del Partit Socialista Valencià (PSV). Miembro de la Junta Democràtica del País Valencià en 1975-1976. Desde mayo de 1978, miembro del PSPV-PSOE, en cuya organización ha ocupado diversos cargos.
En 1978 fue vocal de la Comisión Mixta de Transferencias entre el Estado y el Consejo Preautonómico valenciano, en el que ocupó el cargo de secretario general técnico de la Consejería de Interior.
En 1979, ya como concejal, fue nombrado alcalde de Valencia por el PSPV-PSOE a raíz de la crisis que culminó con la expulsión del partido y de la alcaldía del entonces alcalde Fernando Martínez Castellano. En las elecciones municipales de 1983 y de 1987 fue el candidato más votado y fue reelegido como alcalde, cargo que ocupó hasta su dimisión en 1988, fruto de su oposición a la política municipal de su partido (fue sucedido por la también socialista Clementina Ródenas). Durante su periodo como alcalde fue presidente del Comité Español de la Federación Mundial de Ciudades (1979-1982) y vicepresidente del Consejo Europeo de Municipios y Regiones (1983).
Tras su dimisión se dedicó al sector privado, contando con la experiencia del asesoramiento empresarial que prestó ya en la década de 1970, en áreas relacionadas con urbanismo, economía y administraciones públicas. En 1992 fue vocal del consejo de administración y en 1993-1996 vicepresidente segundo de Bancaja; más tarde patrono de la Fundación Bancaja (1996-2009).
Entre abril y julio de 1996 fue nombrado administrador de la Unión Europea para la ciudad de Mostar (Bosnia-Herzegovina), donde preparó y supervisó las elecciones municipales. En 1997-1998 fue encargado de la misión del Instituto Aspen (Francia) para la cooperación inter-ciudades en Argelia, Bosnia, Chipre, Israel, Líbano, Palestina y Turquía.
En las elecciones generales de 2000 formó parte de la candidatura socialista por Valencia, siendo elegido diputado.
En 2005-2007 fue presidente del Instituto Europeo del Mediterráneo, nombrado por la Generalidad de Cataluña. En la misma etapa fue Comisionado del Gobierno de España para la Copa América de vela.
Entre otras responsabilidades, también fue vocal del Consejo Social de la Universidad Politécnica de Valencia (1998-2009).

## Obras
- Las desigualdades mediterráneas, reto del siglo XXI (2020).
- La Unión Europea. Historia de un éxito tras las catástrofes del siglo XX (2017).
- Ser valencians (2016).
- Viaje de ida. Memorias políticas 1977-2007 (2013).
- Conflicte, tolerància i mediació (1998).
- Sierra Callada (1988).
- El miedo a la ciudad (1987)
- El socialismo posible (1983).
- Estudis i reflexions, el "cas" valencià (1983).
- País Valencià. Geografia i història (1980).
- El País Valencià front al futur (1976).
- La crisi dels anys trenta al País Valencià (1974).
- Los cítricos en España (1974).
- El turismo en Alicante y en la Costa Blanca (1973).
- Els preus del sòl industrial al País Valencià (1972).
- Los precios del suelo en el País Valenciano (1971).
- L'economia del Baix Maestrat (1971).
- L'estructura econòmica del País Valencià (1970)

## Distinciones
- Medalla del Ateneo de Valencia.
- Creu de Sant Jordi de la Generalitat de Cataluña.
- Medalla de la Fundación Olof Palme.
- Premio del Centro para la Paz y la Cooperación Multiétnica de Mostar (2016[2]) junto a Jacques Chirac y Federico Mayor Zaragoza.